# Gran Premio motociclistico dell'Ulster 1965
Il Gran Premio motociclistico dell'Ulster fu il decimo appuntamento del motomondiale 1965.
Si svolse sabato 7 agosto 1965 sul Circuito di Dundrod che in questa occasione aveva subito alcune modifiche nella zona della curva Leathemstown e del tornante Hairpin, riducendone leggermente la lunghezza rispetto al passato, e corsero le classi 125, 250, 350 e 500.
Prima gara in programma quella della 350, con Jim Redman in testa fino al penultimo giro, quando cadde rompendosi la clavicola (l'infortunio gli impedì di correre la successiva gara della quarto di litro). František Šťastný approfittò dell'incidente per vincere la corsa.
Seguì la 125, gara nella quale Ernst Degner ottenne la sua prima vittoria stagionale.
La gara della 500, assenti le MV Agusta, fu appannaggio dei privati: a vincere fu Dick Creith, primo nordirlandese a vincere il GP dell'Ulster della "mezzo litro" da quando questo si disputava a Dundrod.
Chiuse la giornata la gara della 250, agevolmente vinta da Phil Read.

## Classe 500
28 piloti alla partenza, 17 al traguardo.

### Arrivati al traguardo
| Pos. | Pilota           | Moto      | Tempo      | Punti |
| ---- | ---------------- | --------- | ---------- | ----- |
| 1    | Richard Creith   | Norton    | 1h 17:18.2 | 8     |
| 2    | Paddy Driver     | Matchless | + 8.4      | 6     |
| 3    | Chris Conn       | Norton    | + 11.2     | 4     |
| 4    | Jack Findlay     | Matchless | +1:32.2    | 3     |
| 5    | Fred Stevens     | Matchless | +1:35.4    | 2     |
| 6    | Robin Fitton     | Norton    | +1:51.2    | 1     |
| 7    | Gustav Havel     | Jawa      |            |       |
| 8    | William McCosh   | Matchless |            |       |
| 9    | Selwyn Griffiths | Matchless |            |       |
| 10   | Dan Shorey       | Norton    |            |       |
| 11   | Ian Mcgregor     | Norton    |            |       |
| 12   | Ron Wilson       | Norton    |            |       |
| 13   | Jimmy Jones      | Norton    |            |       |
| 14   | Davy Crawford    | Norton    |            |       |
| 15   | Alf Shaw         | Norton    |            |       |
| 16   | Jack Saunders    | Matchless |            |       |
| 17   | John Brown       | Norton    |            |       |

## Classe 350
Tra i ritirati Phil Read.

### Arrivati al traguardo
| Pos. | Pilota            | Moto   | Tempo        | Punti |
| ---- | ----------------- | ------ | ------------ | ----- |
| 1    | František Šťastný | Jawa   | 1h 13' 12" 8 | 8     |
| 2    | Bruce Beale       | Honda  | +30" 66      | 6     |
| 3    | Gustav Havel      | Jawa   | +1' 56" 2    | 4     |
| 4    | Chris Conn        | Norton | +2' 04" 6    | 3     |
| 5    | John Cooper       | Norton |              | 2     |
| 6    | Griff Jenkins     | Norton |              | 1     |

## Classe 250

### Arrivati al traguardo
| Pos. | Pilota        | Moto    | Tempo        | Punti |
| ---- | ------------- | ------- | ------------ | ----- |
| 1    | Phil Read     | Yamaha  | 1h 17' 26" 8 | 8     |
| 2    | Mike Duff     | Yamaha  | +37" 4       | 6     |
| 3    | Derek Woodman | MZ      | +1' 15" 4    | 4     |
| 4    | Heinz Rosner  | MZ      | +1' 30" 2    | 3     |
| 5    | Ralph Bryans  | Honda   |              | 2     |
| 6    | Ginger Molloy | Bultaco |              | 1     |

## Classe 125
Tra i ritirati due delle Suzuki ufficiali, quelle di Hugh Anderson e di Frank Perris.

### Arrivati al traguardo
| Pos. | Pilota          | Moto    | Tempo     | Punti |
| ---- | --------------- | ------- | --------- | ----- |
| 1    | Ernst Degner    | Suzuki  | 56' 33"   | 8     |
| 2    | Klaus Enderlein | MZ      | +2' 49" 4 | 6     |
| 3    | Derek Woodman   | MZ      | +3' 14"   | 4     |
| 4    | Ralph Bryans    | Honda   |           | 3     |
| 5    | Bruce Beale     | Honda   |           | 2     |
| 6    | Tommy Robb      | Bultaco |           | 1     |